# 蔡立志

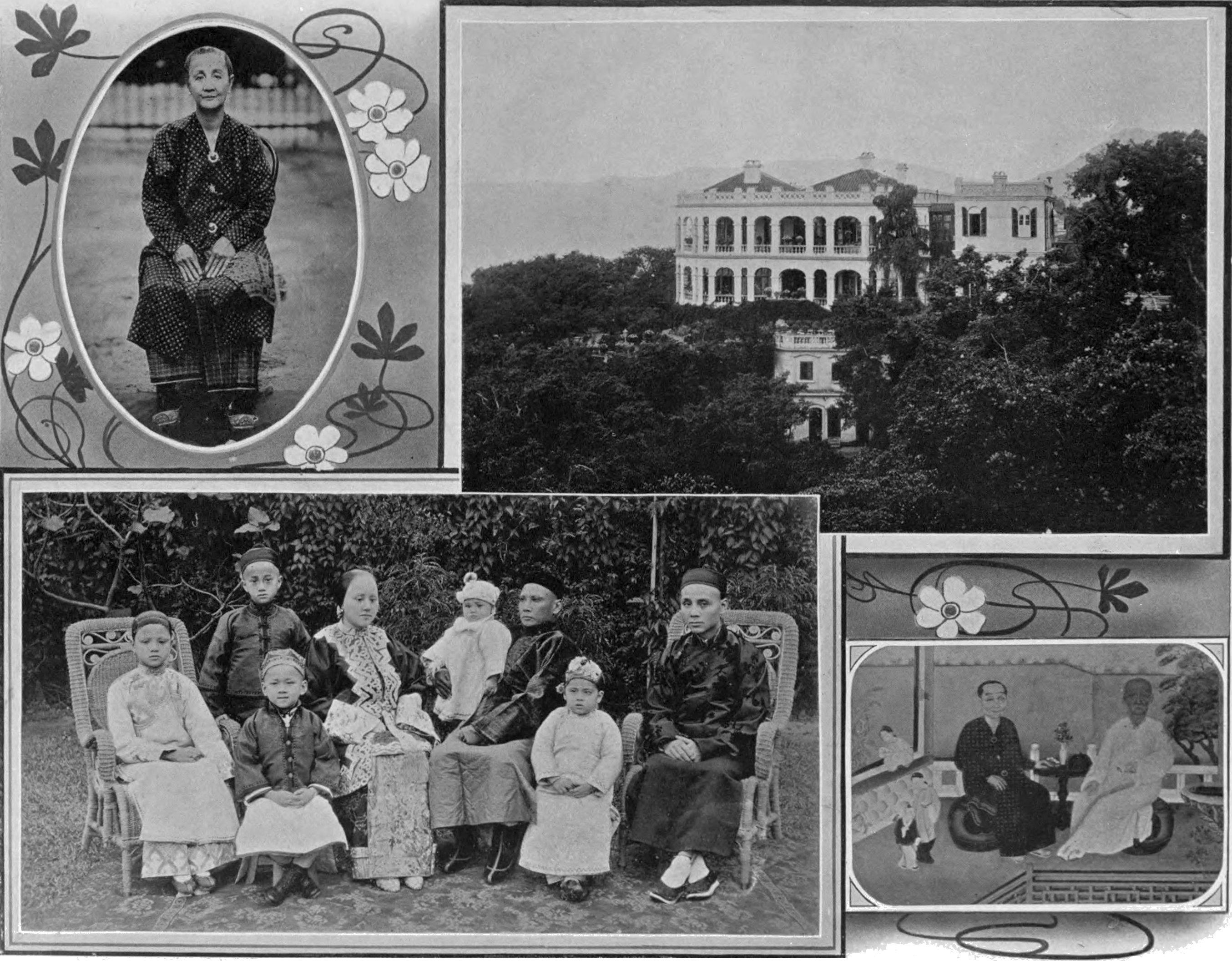
左下起︰蔡立志及妻子孩子，右上起︰蔡立志半山大宅

蔡立志（英語：Choa Leep Chee，1859年1月21日—1909年10月23日），生於海峡殖民地馬六甲，祖籍福建漳州府海澄縣，乃香港望族之一蔡立志家族的奠基者。

## 簡歷
蔡立志是香港開埠初期富商，其祖先於清朝中葉到馬六甲已有五代人經商。叔父蔡紫薇任職怡和洋行馬六甲分行，後到香港擔任中國製糖局買辧。因蔡紫薇無子，故收蔡立志為過繼子，蔡立志於是到港接任香港中國製糖局買辧，後從事貿易。由於移居馬六甲多年，多與洋人接觸，較易與洋人相處，同時與當買辦的香港歐亞混血兒族群有緊密聯繫，有多段聯姻關係。
蔡立志與妻妾育有十名孩子，其中七名兒子和孫兒分別為：兒子寶善、寶綿、寶耀、文炳、文照、文燦、文煥，男孫永興、永昌、永恩、永祺、永年、永亨、永祥、永璋、永禧、永超，另有女兒Choa Yen Winnie及夫婿何世傑(何東家族)。